# Albrecht IV Austriacki
Albrecht IV Austriacki (Mądry) (ur. ok. 1188, zm. 25 grudnia 1239 koło Aszkelonu) – hrabia Habsburga (1232-1239), ojciec króla niemieckiego Rudolfa I.

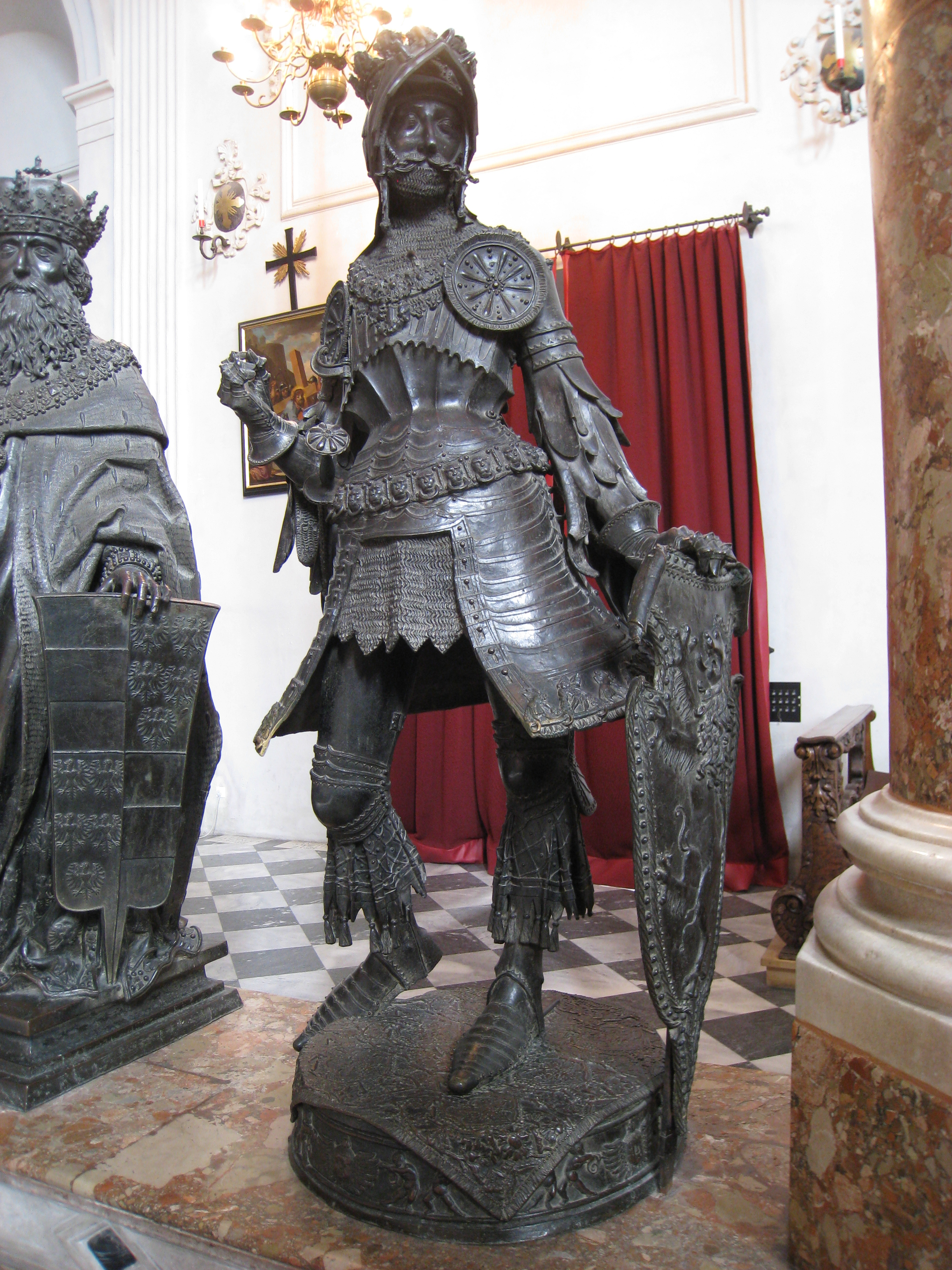
Posąg z brązu Albrechta IV

## Życiorys
W 1232 roku po śmierci swojego ojca Rudolfa II w wyniku podziału ojcowizny między niego i jego brata Rudolfa III został hrabią Habsburga. Zginął z powodu zarazy podczas wyprawy krzyżowej hrabiego Tybalda IV w okolicach Aszkelonu w 1239 roku.
Około 1217 roku poślubił Jadwigę z Kyburga (zm. 1260). Z tego małżeństwa w 1218 roku urodził mu się syn Rudolf, przyszły król niemiecki.  